# Alto Alegre (kommun i Brasilien, Roraima)
Alto Alegre är en kommun i Brasilien.   Den ligger i delstaten Roraima, i den nordvästra delen av landet, 2 700 km nordväst om huvudstaden Brasília. Antalet invånare är 16 286. Arean är 25 567 kvadratkilometer.
Terrängen i Alto Alegre är huvudsakligen kuperad, men norrut är den bergig.
I omgivningarna runt Alto Alegre växer i huvudsak städsegrön lövskog. Trakten runt Alto Alegre är nära nog obefolkad, med mindre än två invånare per kvadratkilometer.